# Acacia cochliacantha
Acacia cochliacantha är en ärtväxtart som beskrevs av Carl Ludwig von Willdenow. Acacia cochliacantha ingår i släktet akacior, och familjen ärtväxter. Inga underarter finns listade i Catalogue of Life.